# أوبري مكدونالد
أوبري مكدونالد (بالإنجليزية: Aubrey McDonald)‏ هو لاعب اتحاد الرغبي جنوب أفريقي، ولد في 3 فبراير 1988 في بورت إليزابيث في جنوب أفريقيا.